# Vidfinn
Vidfinn est le père de Bil et de Hjúki dans la mythologie nordique.